# Dolores Hayden
Dolores Hayden és una professora nord-americana, historiadora urbana, arquitecta, autora, i poeta. Ensenya arquitectura, urbanisme, i estudis americans a la Universitat Yale.

## Biografia
Hayden va rebre el seu Bachelor of Arts en arquitectura del Mount Holyoke College en 1966. També va estudiar a la Universitat de Cambridge i en la Harvard Graduate School of Design on va obtenir un grau professional. És la vídua del sociòleg i novel·lista Peter H. Marris i és la mare de Laura Hayden Marris.

## Carrera
Des de 1973, Hayden ha viatjat al MIT, UC Berkeley, UCLA, i Yale per impartir conferències sobre arquitectura, paisatgisme, planificació urbana, i estudis americans.
Va fundar una organització de Los Angeles sobre art i humanitats, sense ànim de lucre, anomenada The Power of Place, que va estar activa de 1984 a 1991. L'objectiu de l'organització era "celebrar el paisatge històric del centre de la ciutat i la seva diversitat ètnica. Sota la seva adreça, projectes de col·laboració a casa d'una matrona afroamericana, a la seu d'un sindicat de treballadors d'una fàbrica tèxtil, i en camps de flor americana-japonesa van comprometre a ciutadans, historiadors, artistes i dissenyadors per examinar i commemorar les vides laborables de ciutadans normals." Arxivat 2008-05-04 a Wayback Machine. Això està documentat en el text, The Power of Place: Urban Landscapes as Public History.

## Premis
- Llibre de la llista de l'American Library Association (ALA)
- Premi per l'Excel·lència en Recerca sobre Disseny de l'agència National Endowment for the Arts (NEA)
- Premi Paul Davidoff per un llibre excepcional en Planificació Urbana de la Association of Collegiate Schools of Planning (ACSP)[2][3]
- Premio Diana Donald per la beca feminista de l'Associació de Planificació americana